# Netelia armeniaca
Netelia armeniaca är en stekelart som beskrevs av Valentina I. Tolkanitz 1971. Netelia armeniaca ingår i släktet Netelia och familjen brokparasitsteklar. Inga underarter finns listade i Catalogue of Life.